# Riukiuanen

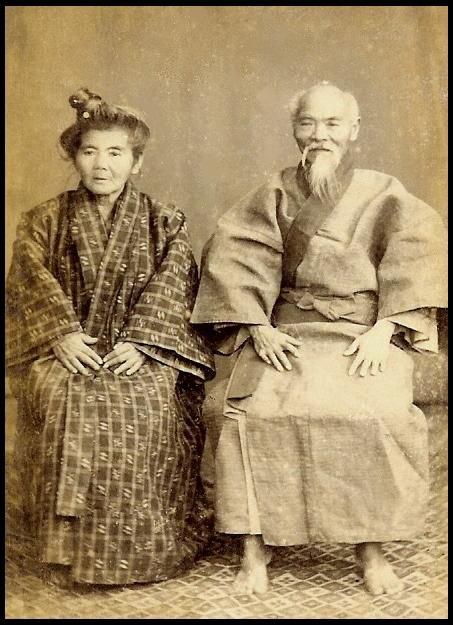
Echtpaar in traditionale kleding

De Riukiuanen of Riukiu-volkeren zijn met ongeveer 2 miljoen mensen de grootste etnische minderheid van Japan. Ze zijn woonachtig in het zuiden van Japan, op de Riukiu-eilanden en delen van de prefectuur Kagoshima. Het Riukiuaans omvat zes dialecten, die net als Japans tot de Japans-Riukiuaanse taalfamilie behoren. 
Als synoniem wordt vaak de benaming Okinawezen gebruikt, aangezien het eiland Okinawa het grootste is van de Riukiu-eilandenketen. Het was ook het politieke en economische centrum van het koninkrijk Riukiu met als hoofdstad Naha.

## Oorsprong
De oorsprong van de huidige bevolking van de Riukiu-eilanden is niet definitief opgehelderd. Skeletvondsten zoals Minatogawa 1 spreken van een eerste vestiging van de eilanden in de Jomonperiode. Genetische studies suggereren dat de Riukiu-volkeren lange tijd genetisch geïsoleerd waren en dat er weinig kruising was met de dragers van de Yayoicultuur, die ongeveer 2000 jaar geleden vanuit het Koreaanse schiereiland naar Japan trok en een blijvende impact had op de bevolking daar. 

## Koninkrijk Riukiu
De Riukiu-volkeren vormden het Koninkrijk Riukiu, een onafhankelijke staat die tussen de 15e en de 19e eeuw over het grootste deel van de eilandenketen heerste. De Riukiu-koningen verenigden Okinawa en veroverden de Amami-eilanden in wat nu de Japanse prefectuur Kagoshima is, en de Sakishima-eilanden nabij Taiwan.

## Godsdienst
De inheemse godsdienst van de Riukiuanen wordt nog steeds beoefend en vertoont parallellen en invloeden van andere Zuidoost- en Oost-Aziatische religies, bijvoorbeeld in de sterke nadruk op voorouderverering, zoals in de Shiimii (清明), een versie van het Chinese Qingmingfestival. In tegenstelling tot het Japanse Shintoïsme zijn de dragers van het spirituele gezag vrouwen, die als priesteressen (巫女of祝女, nuuru) de spirituele ceremonies van de families begeleiden en in hun geïnstitutionaliseerde rol als hogepriesteressen (聞得大君, Chifi-ufujin) aan het hof van Shuri het hoogste geestelijke ambt begeleidden. Tot op heden werken veel vrouwen als sjamanistische zieners (ユタ, yuta), een traditie die ook in de Filipijnen voorkomt als babaylan. 
Het boeddhisme vestigde zich voor het eerst op de Riukiu-eilanden als deel van Japan en bestaat nu naast de inheemse religie. Shintō-heiligdommen worden slechts af en toe gevonden. Tegenwoordig worden de overledenen bijvoorbeeld volgens boeddhistische riten gecremeerd, maar daarna begraven in een van de Okinawaanse graven. De classificatie van de tot nu toe onsamenhangend genoemde religie als een vorm van shintō is meer te danken aan de oorsprong en denkwijze van de onderzoeksgeschiedenis dan aan een wetenschappelijk onderbouwde discussie. 

## Invloed op de geschiedenis van Oost- en Zuidoost-Azië
De mensen van het koninkrijk Riukiu waren bekwame handelaren en zeevaarders, en hadden ondanks de kleine omvang van het koninkrijk een grote invloed op de handel in Oost- en Zuidoost-Azië. Ze handelden met Japan, Korea en China, maar ook met Vietnam, de Filipijnen, Indonesië, Thailand en de Bamar-rijken van het hedendaagse Myanmar.